# Kohlsia linni
Kohlsia linni är en loppart som beskrevs av Hubbard 1958. Kohlsia linni ingår i släktet Kohlsia och familjen fågelloppor. Inga underarter finns listade i Catalogue of Life.